# Motorola MPx220
Motorola MPx220 — модель GSM смартфона компании Motorola 2004 года на ОС Windows Mobile, заменившая предыдущую модель Motorola MPx200.
Сайт Mobile Review отмечает улучшенные технические характеристики по сравнению с предыдущей моделью (встроенная фотокамера, которой не было в MPx200, Bluetooth, 4 диапазона GSM), но предупреждает об ухудшенной эргономике модели, основного экрана и плохом качестве встроенной фотокамеры.
Из косвенных конкурентов модели Mobile Review называет Nokia 6260.
| Общие характеристики                        | Общие характеристики |
| ------------------------------------------- | --- |
| Диапазоны частот                            | GSM 850/900/1800/1900 |
| Смартфон                                    | да |
| Платформа                                   | Windows Mobile for Smartphone 2003 SE |
| Тип корпуса                                 | раскладушка |
| Конструкция                                 | джойстик |
| Антенна                                     | встроенная |
| Вес                                         | 110 г |
| Размеры                                     | 99x48x24 мм |
| Звонки                                      | |
| Тип мелодий                                 | 32-голосная полифония, MP3-мелодии |
| Число мелодий                               | 32 |
| Виброзвонок                                 | есть |
| Связь                                       | |
| Интерфейсы                                  | IRDA, USB, Bluetooth |
| Доступ в интернет                           | WAP 2.0, GPRS, POP/SMTP-клиент, HTML |
| Синхронизация с компьютером                 | есть (AtciveSync) |
| Сообщения                                   | |
| Дополнительные функции SMS                  | ввод текста со словарём, шаблоны сообщений, отправка SMS нескольким адресатам |
| MMS                                         | есть |
| Другие функции                              | |
| Громкая связь(встроенный динамик)           | есть |
| Управление                                  | голосовое управление, голосовые метки |
| Автодозвон                                  | есть |
| Звуковая индикация времени разговора        | есть |
| Режимы кодирования звука HR, FR, EFR        | есть |
| Дополнительная информация                   | |
| Комплектация                                | телефон, аккумулятор, зарядное устройство, USB-кабель, CD с ПО MS ActivSync и Back-Up приложениями, проводная стерео-гарнитура, инструкция |
| Особенности                                 | встроенная Stocked Flash (ROM) память: 64 МБ Flash ROM; встроенная PSRAM память: 32 МБ SD RAM Java RAM (Heap) память: 1500 КБ; доступная для пользователя внутренняя память для загрузки приложений: До 32 МБ для Java игр и приложений, мелодий, изображений, заставок, фонов и т. п. доступная для пользователя внешняя память для загрузки приложений: съемная карта пямяти Mini SD (до 1 ГБ как аксессуар) Поддержка стерео FM-радио через стерео FM-радио гарнитуру(аксессуар) |
| Экран                                       | |
| Тип экрана                                  | цветной TFT экран, 65536 цветов (ограничение ОС) |
| Размер изображения                          | число строк - 13, 176x220 пикс. |
| Дополнительный экран                        | есть, цветной, 65536 цветов, 96x64 пикс. |
| Русификация                                 | есть |
| Индикация                                   | стоимости разговора, времени разговора |
| Мультимедийные возможности                  | |
| Встроенная фотокамера                       | 1280x960 (1.23 млн пикс.), цифровой Zoom 4x, встроенная вспышка |
| Запись видеороликов                         | есть |
| Аудио                                       | MP3-проигрыватель, поддержка WMA |
| Диктофон                                    | есть |
| Игры                                        | есть |
| Java-приложения                             | есть |
| Объём встроенной памяти                     | 64 МБ, доступно пользователю 32 МБ |
| Тип карты памяти                            | miniSD |
| Питание                                     | |
| Тип аккумулятора                            | Li-Ion |
| Ёмкость аккумулятора                        | 1000 мАч |
| Время разговора                             | 3:30 ч: мин |
| Время ожидания                              | 80:00 ч: мин |
| Время заряда                                | 2:00 ч: мин |
| Записная книжка и органайзер                | |
| Записная книжка в аппарате                  | 1000 номеров |
| Поиск по книжке                             | есть |
| Обмен между SIM-картой и внутренней памятью | есть |
| Прямой (flash) набор                        | 8 номеров |
| Органайзер                                  | будильник, калькулятор, планировщик задач |
| Характеристики смартфона                    | |
| Операционная система                        | MS Windows Mobile 2003SE for Smartphone |
| Объём оперативной памяти (RAM)              | 32 Mb, пользователю доступно 10 МБ |
| Объём постоянной памяти (ROM)               | 32 МБ |

## Похожие модели
- Motorola MPx100
- Motorola MPx200

- RoverPC M1